# Aulagromyza tripolii
Aulagromyza tripolii är en tvåvingeart som först beskrevs av de Meijere 1924.  Aulagromyza tripolii ingår i släktet Aulagromyza och familjen minerarflugor.
Artens utbredningsområde är Nederländerna. Inga underarter finns listade i Catalogue of Life.